# フランツ・ネルケン
フランツ・ネルケン（Franz Nölken、1884年5月5日 - 1918年11月4日）は、ドイツの画家である。ドイツ表現主義の画家のグループ、「ブリュッケ」のメンバーの一人でもあった。第一次世界大戦で戦死した。

## 略歴
ハンブルクに生まれた。16歳の時、ハンブルク美術館の館長のアルフレート・リヒトヴァルクに勧められて、学校を止めアルトゥール・ジーベリストの絵画教室で学び、当時の官立美術学校の授業と異なり、野外写生の教育を重視する教育を受けた。1903年にハンブルクの美術クラブに参加し、1904年にジーベリストの学生たちの展覧会に参加した。
1905年にノルトライン＝ヴェストファーレン州のBorgelnで活動する間に、エドヴァルド・ムンクやカール・エルンスト・オストハウス、クリスティアン・ロールフス、エミール・ノルデといった画家たちと出会い、後にネルケンが財政的支援を受けることになるコレクターのルンプとも知り合った。1907年にジーべリストの学生仲間のアーレルス＝ヘスターマン（Friedrich Ahlers-Hestermann）らとパリを訪れ、モンパルナスのカフェ、ドーム(Café du Dôme)に集まった各国の芸術家の一人となった。
1908年にカール・シュミット＝ロットルフに誘われてドレスデンの表現主義の画家グループ「ブリュッケ」のメンバーとして活動し、1909年から1910年に各地で開かれた展覧会に出展したが1912年には脱会した。
1909年には再びパリを訪れ、アンリ・マティスが1908年から1911年まで教えた、「アカデミー・マティス」で学んだ。
1912年にハンブルクの私立の美術学校で教え始めた。翌年、音楽家のマックス・レーガーと知り合い、多くのレーガーの肖像画を残した。1916年にハンブルク美術家協会の会員に選ばれた。
1917年になって、召集されて軍務に就いた。1918年の第一次世界大戦の終わる1週間ほど前にフランス、エーヌ県のラカペルで戦死した。

## 作品

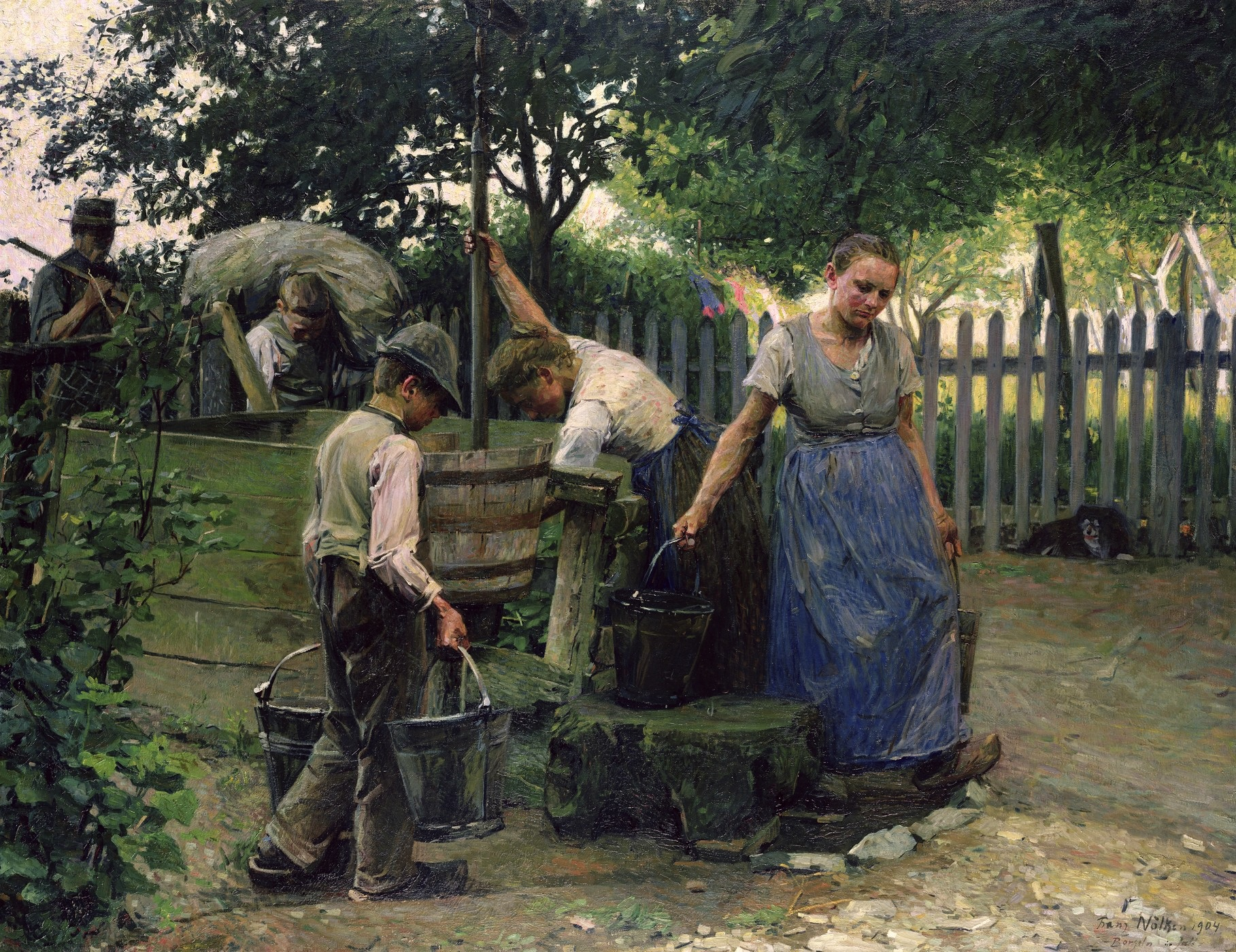
井戸 (c.1905)
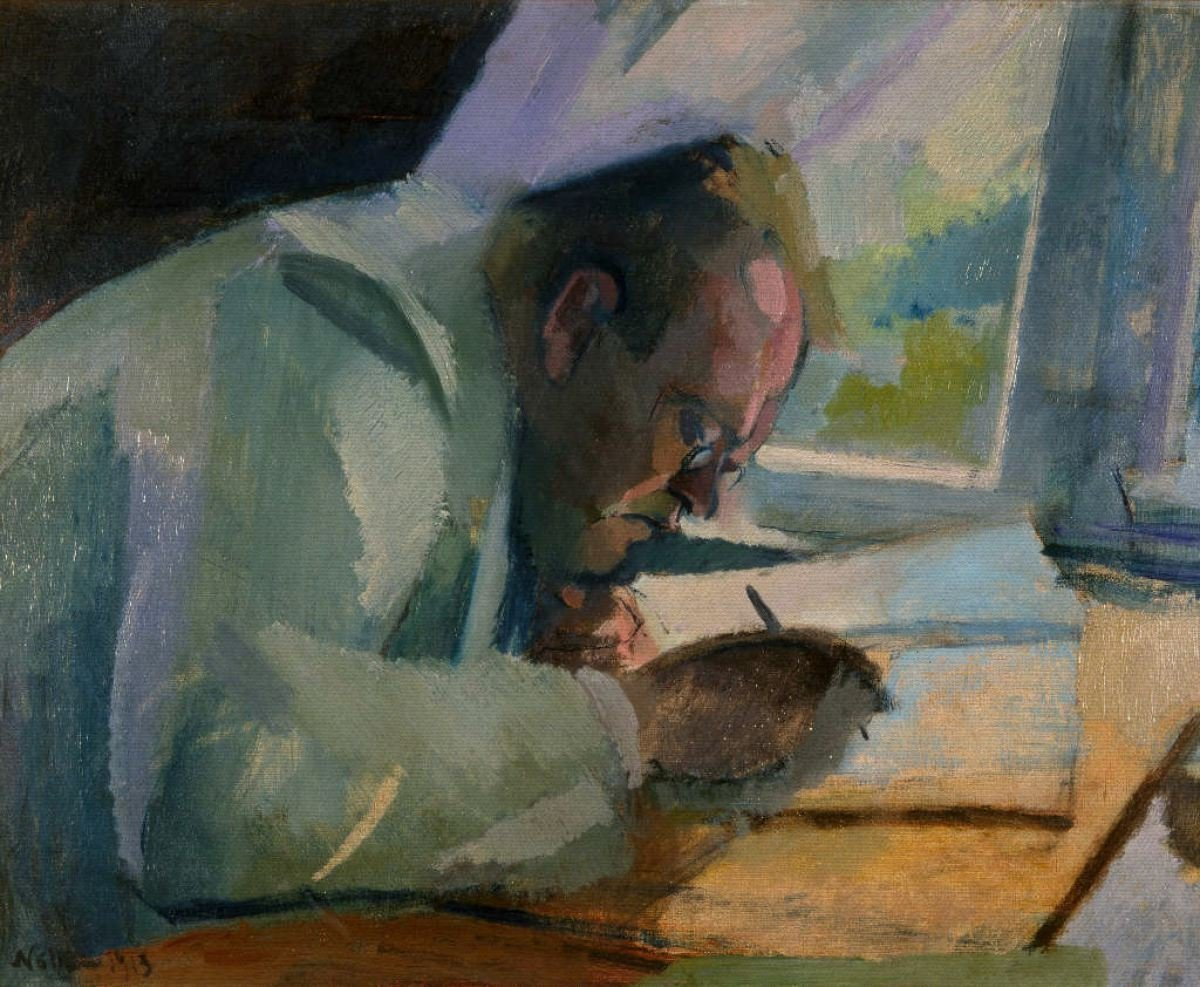
マックス・レーガー-音楽家(1913)
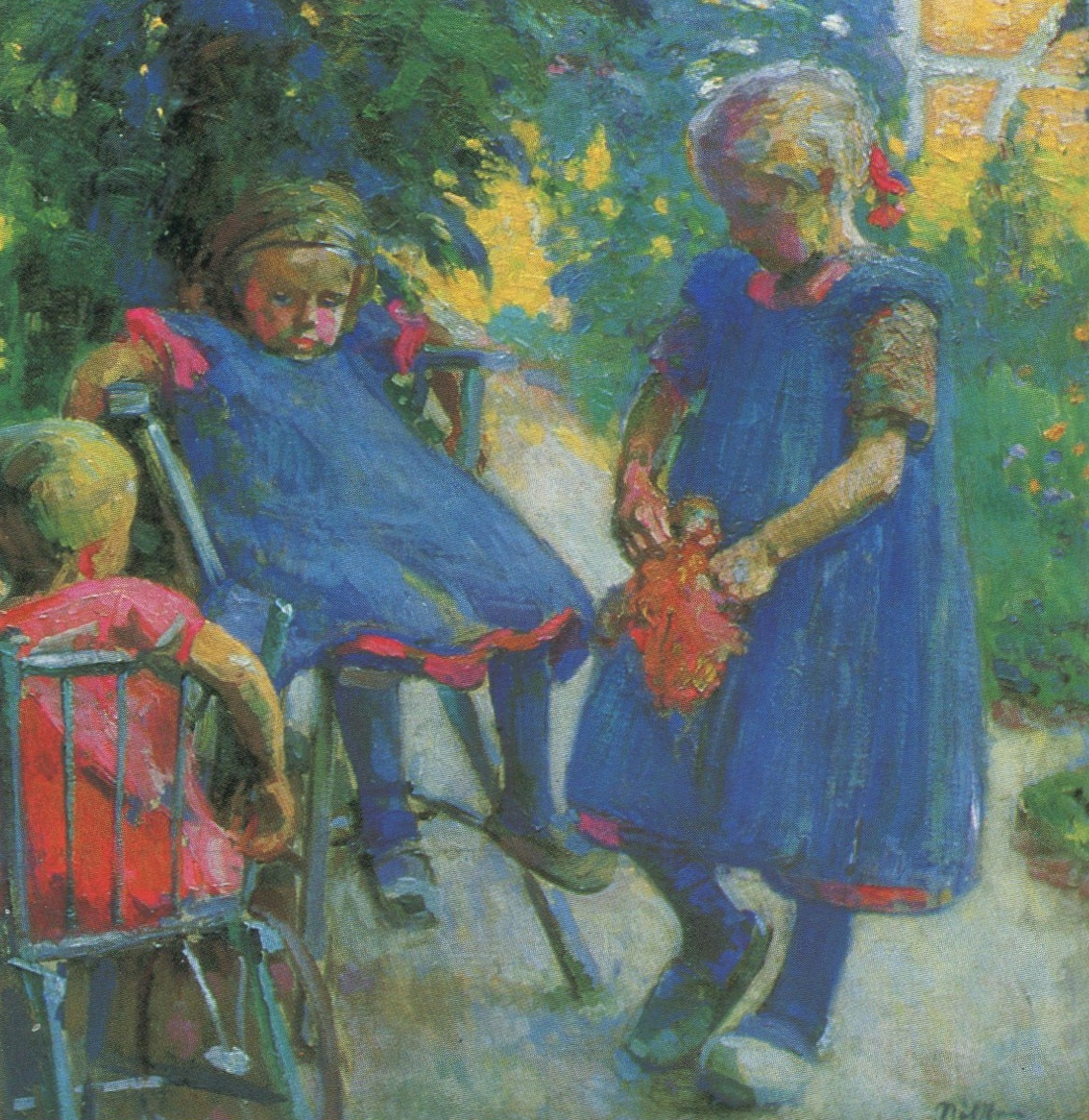
庭の子供たち(1905)
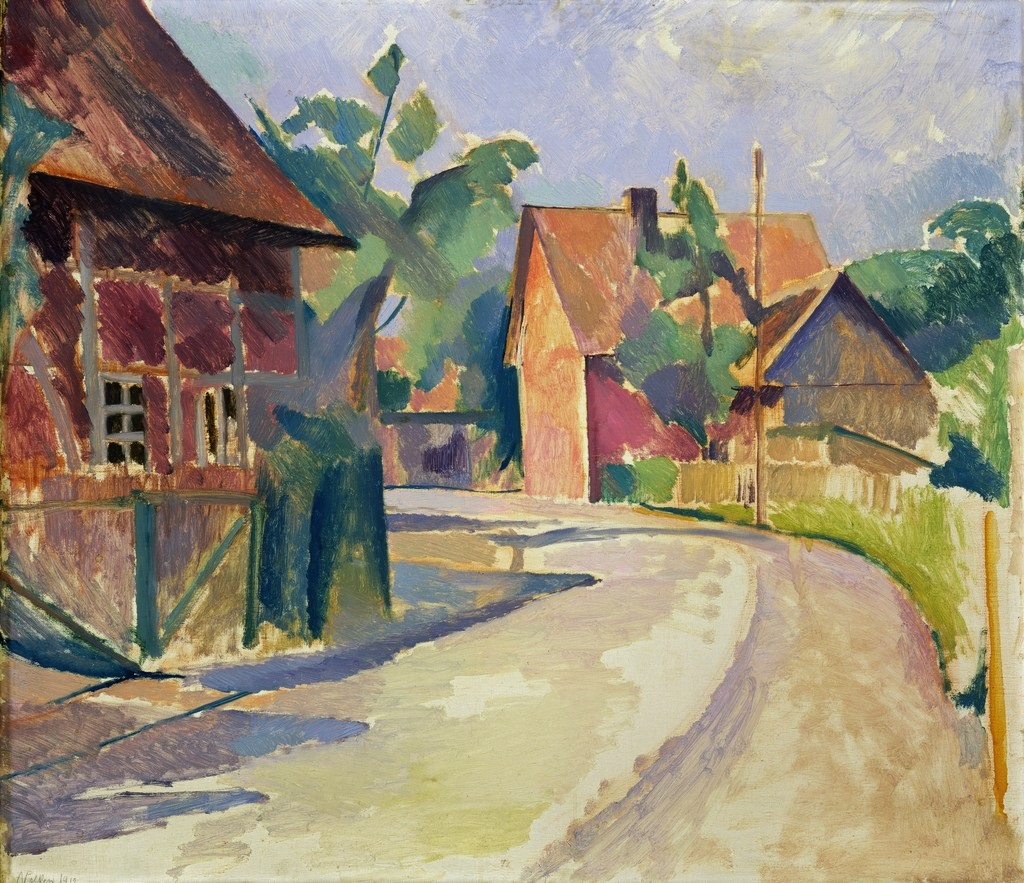
村の通り
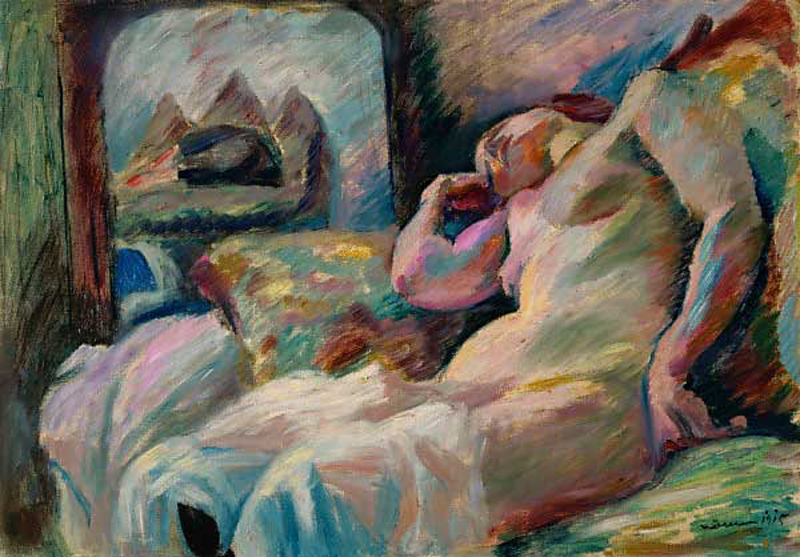
鏡のそばのヌード
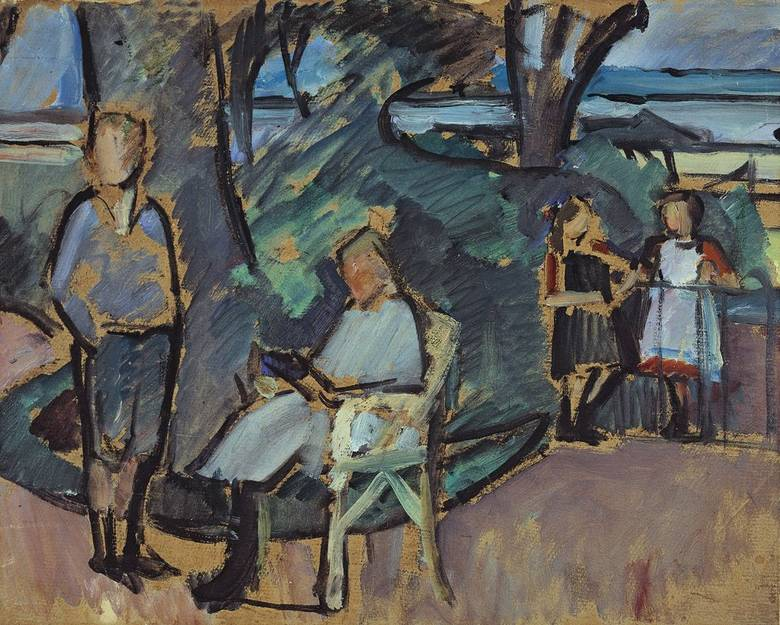
公園の子供たち (c.1912)
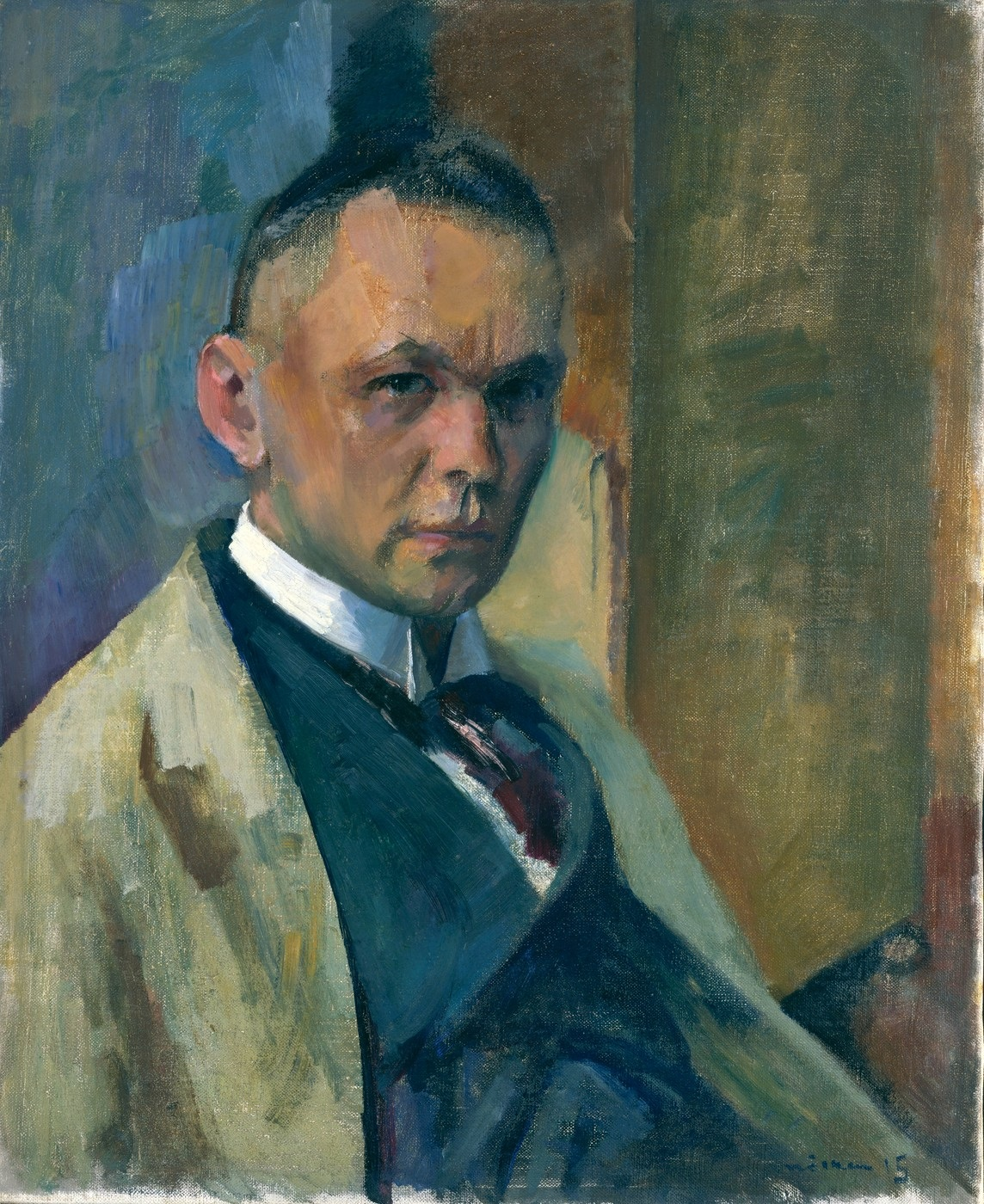
自画像 (1915)
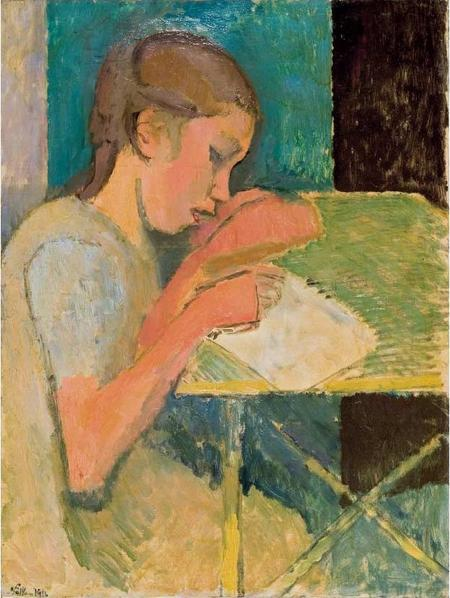
ものを書く少女